# Silent Night, Deadly Night 2
Silent Night, Deadly Night 2 es una película de terror estadounidense de 1987, es una secuela de Silent Night, Deadly Night, dirigida por Lee Harry.

## Argumento
La secuela retorna en Nochebuena algunos años después de la primera película, con Ricky Caldwell, de 18 años de edad, hermano del asesino de la primera película, quien está internado en un hospital psiquiátrico a la espera de un juicio por una serie de asesinatos que cometió. En una entrevista con el psiquiatra Dr. Henry Bloom, Ricky cuenta la historia de los asesinatos que su hermano Billy cometió, a través de una serie de flashbacks, que son usados de escenas de la película original, así como algunas nuevas tomas insertadas en los flashbacks haciendo que Ricky aparezca más en la historia original de Billy. Una vez hecho esto, Ricky cuenta su propia historia: después de la muerte de Billy, él fue adoptado y le fue dada una buena educación, pero su trauma nunca se trató. Después de la muerte de su padre adoptivo, Ricky parece perder la compostura y comete una serie de asesinatos al azar, apuntando a la gente que es "mala". Una oportunidad para una vida feliz y normal parece materializarse cuando empieza a salir con Jennifer Statson. Sin embargo, un encuentro desagradable con Chip, el exnovio de Jennifer, pone a Ricky fuera de razón. Mata a Chip electrocutándolo con unos cables y luego utiliza la antena del auto para estrangular a Jennifer hasta matarla. Un oficial lo ve y cuando Ricky está a punto de ser arrestado, él agarra la pistola del oficial y le dispara en la cabeza.
Regresando al presente, Ricky mata al Dr. Bloom y escapa del hospital mental, asesinando a un hombre vestido de Santa Claus antes de robar el traje del hombre. El plan de Ricky es matar a la ahora desfigurada y en silla de ruedas, Madre Superiora, a quien culpa de la muerte de Billy. Después de una persecución a través de su casa, logra decapitar a la Madre Superiora. Los policías llegan y disparan a Ricky. Sor María se despierta, ve la cabeza cortada de la Madre Superiora y grita de terror. Ricky, quien fue derribado, de repente abre los ojos y sonríe maliciosamente, lo que indica que sobrevivió.

## Reparto
| Actor                | Personaje                |
| -------------------- | ------------------------ |
| Eric Freeman         | Richard "Ricky" Caldwell |
| James Newman         | Dr. Henry Bloom          |
| Elizabeth Kaitan     | Jennifer Statson         |
| Jean Miller          | Mother Superior          |
| Darrel Guilbeau      | Ricky Chapman (15 años ) |
| Brian Michael Henley | Ricky Chapman (10 años ) |
| Corrine Gelfan       | Sra. Rosenberg           |
| Michael Combatti     | Sr. Rosenberg            |
| Kenneth Brian James  | Chip                     |
| Ron Moriarty         | Detective                |
| Frank Novak          | Loan Shark               |
| Randall Boffman      | Eddie                    |
| Joanne White         | Paula                    |
| Lenny Rose           | Loser                    |
| Nadya Wynd           | Hermana Mary             |
| Kenneth McCabe       | Cobrador de Multas       |
| J. Aubrey Island     | Asistente                |
| Randy Post           | Bocazas en el Teatro     |
| Kent Koppase         | Policía #1               |
| Michael Marloe       | Policía #2               |
| Larry Kelman         | Policía #3               |
| Stephanie Babbit     | Niña en Bicicleta        |
| Traci Odom           | Monja en la calle        |
| Jennie Webb          | Monja en la calle        |

## Alrededor de la película
- El tiroteo tuvo lugar del 9 de diciembre al 19 de diciembre de 1986 en Pasadena , en California .
- La película está hecha,a la mitad, con escenas tomadas directamente del primer álbum.

## Curiosidades
- Se hace un guiño a la película el resplandor en la escena en la que Ricky se abre un agujero en la puerta con un hacha y apoyó la cabeza en el agujero para asustar a su víctima.
- La película, fue realizada en Pasadena y Westwood , California , entre el 5 de enero y el 15 de febrero de 1987 (en el sentido estricto, pero el rodaje duró solo 10 días), costariá como alrededor de $ 250,000 dólares.
- La película que ve Ricky con su novia es la anterior película de esta saga cuando el santa claus asesino mata al tendero
- Una de las escenas de la película, un clip de tan solo veinte segundos fue publicado en YouTube en junio de 2006 y se convirtió en un fenómeno de Internet. En la escena el protagonista Eric Freeman, con una mirada de maniaco grita "Garbage Day!" ("Día de basura!") y a continuación, dispara y mata a un transeúnte con la intención de tirar la basura. En agosto de 2011, la película ha alcanzado 3.2 millones de visualizaciones y ha producido cientos de parodias.